# Legendary Entertainment
Legendary Entertainment, chính thức Legend Pictures, LLC (còn được gọi là Legendary Pictures hoặc chỉ là Legendary trên màng ảnh) là công ty truyền thông đại chúng của Mỹ, có trụ sở đặt tại Burbank, California. Công ty do Thomas Tull thành lập vào năm 2000 và đến năm 2005 công ty đã ký kết một thỏa thuận hợp tác, sản xuất và đồng tài trợ các bộ phim với Warner Bros. Năm 2014, Legendary bắt đầu một thỏa thuận tương tự với Universal Studios. Từ năm 2016, Legendary đã được Wanda Group của Trung Quốc mua lại với giá 3,5 tỉ đô la Mỹ.